# A-League 2009-10
La temporada 2009-10 de la A-League fue la quinta edición de la máxima categoría del fútbol de Australia y Nueva Zelanda. 
La competencia dio inicio el 6 de agosto de 2009 y se extendió durante 27 fechas en la que cada uno de los 10 equipos enfrentó tres veces a sus rivales. Al final de la temporada regular los seis primeros avanzan a la fase final por el título.
El inicio de la temporada marcó el aumento de 8 a 10 equipos, con la incorporación de los clubes Gold Coast United y North Queensland Fury.
El Sydney FC se coronó campeón por segunda vez y clasifica de este modo a la Liga de Campeones de la AFC 2011 junto con el Melbourne Victory, finalista del torneo y que había obtenido la segunda plaza en la clasificación de la temporada regular.

## Equipos participantes
| Club                   | Ciudad          | Estadio                  | Capacidad |
| ---------------------- | --------------- | ------------------------ | --------- |
| Adelaide United        | Adelaide, SA    | Hindmarsh Stadium        | 17,000    |
| Brisbane Roar          | Brisbane, Qld   | Suncorp Stadium          | 52,500    |
| Central Coast Mariners | Gosford, NSW    | Bluetongue Stadium       | 20,119    |
| Gold Coast United      | Gold Coast, Qld | Skilled Park             | 27,400    |
| Melbourne Victory      | Melbourne, VIC  | Etihad Stadium           | 56,347    |
| Newcastle United Jets  | Newcastle, NSW  | Energy Australia Stadium | 26,164    |
| North Queensland Fury  | Townsville, Qld | Dairy Farmers Stadium    | 26,500    |
| Perth Glory            | Perth, WA       | ME Bank Stadium          | 20,500    |
| Sydney FC              | Sydney, NSW     | Sydney Football Stadium  | 45,500    |
| Wellington Phoenix     | Wellington, NZ  | Westpac Stadium          | 36,000    |

## Tabla de posiciones
| Pos | Equipo                 | PJ | PG | PE | PP | GF | GC | GA  | Pts |
| --- | ---------------------- | -- | -- | -- | -- | -- | -- | --- | --- |
| 1.  | Sydney FC              | 27 | 15 | 3  | 9  | 35 | 23 | +12 | 48  |
| 2.  | Melbourne Victory      | 27 | 14 | 5  | 8  | 47 | 32 | +15 | 47  |
| 3.  | Gold Coast United      | 27 | 13 | 5  | 9  | 39 | 35 | +4  | 44  |
| 4.  | Wellington Phoenix     | 27 | 10 | 10 | 7  | 37 | 29 | +8  | 40  |
| 5.  | Perth Glory            | 27 | 11 | 6  | 10 | 38 | 34 | +4  | 36  |
| 6.  | Newcastle United Jets  | 27 | 6  | 7  | 8  | 19 | 20 | -11 | 34  |
| 7.  | North Queensland Fury  | 27 | 8  | 8  | 11 | 29 | 46 | -17 | 32  |
| 8.  | Central Coast Mariners | 27 | 7  | 9  | 11 | 32 | 29 | +3  | 30  |
| 9.  | Brisbane Roar          | 27 | 8  | 6  | 13 | 32 | 42 | -10 | 30  |
| 10. | Adelaide United        | 27 | 7  | 8  | 12 | 24 | 33 | -9  | 29  |

* Leyenda: PJ: Partidos jugados; PG: Partidos ganados; PE: Partidos empatados; PP: Partidos perdidos; GF: Goles a favor; GC: Goles en contra; Dif: Diferencia de goles; Pts: Puntos.
     Clasificado a la Liga de Campeones de la AFC 2011 y a la fase final.

     Clasificados a Primera ronda de la fase final.

## Fase final
- El vencedor de la Semifinal Mayor accede directamente a la Gran Final por el título, mientras el cuadro derrotado enfrenta al ganador de las Semifinales Menores por el segundo cupo en la Gran Final.

### Semifinal Mayor (1° vs 2°)
| 18 de febrero de 2010 | Melbourne Victory | 2:1 | Sidney FC | Etihad Stadium, Melbourne       |  |
|                       |                   |     |           | Asistencia: 18.450 espectadores |  |

| 7 de marzo de 2010 | Sidney FC | 2:2 | Melbourne Victory | Sydney Football Stadium, Sídney |  |
|                    |           |     |                   | Asistencia: 23.820 espectadores |  |

### Semifinal Menor (3° vs 6°)
| 20 de febrero de 2010 | Gold Coast United | 0:0 (5-6 pen.) | Newcastle Jets | Skilled Park, Gold Coast, Qld  |  |
|                       |                   |                |                | Asistencia: 4.110 espectadores |  |

### Semifinal Menor (4° vs 5°)
| 21 de febrero de 2010 | Wellington Phoenix | 1:1 (4-2 pen.) | Perth Glory | Westpac Stadium, Wellington     |  |
|                       |                    |                |             | Asistencia: 24.280 espectadores |  |

### Final Menor
| 7 de marzo de 2010 | Wellington Phoenix | 3:1 | Newcastle Jets | Westpac Stadium, Wellington     |  |
|                    |                    |     |                | Asistencia: 32.790 espectadores |  |

### Final Preliminar
| 13 de marzo de 2010 | Sydney FC           | 4:2 | Wellington Phoenix | Sydney Football Stadium, Sydney |                                 |
|                     | Fabian Barbiero 25' |     |                    | Asistencia: 13.190 espectadores | Asistencia: 13.190 espectadores |

#### Gran Final[2]
| 20 de marzo de 2010 | Melbourne Victory | 1:1 (2-4 pen.) | Sydney FC       | Etihad Stadium, Melbourne       |                                 |
|                     | Adrian Leijer 81' |                | Mark Bridge 63' | Asistencia: 44.560 espectadores | Asistencia: 44.560 espectadores |

| Bandera de Australia         |
| Campeón Sydney FC 2.º título |

## Máximos Goleadores
* finalizada la temporada regular, no se contabilizan juegos de playoffs.
| Pos. | Jugador          | Club                  | Goles |
| ---- | ---------------- | --------------------- | ----- |
| 1    | Shane Smeltz     | Gold Coast United     | 19    |
| 2    | Sergio van Dijk  | Brisbane Roar         | 13    |
| 3    | Carlos Hernández | Melbourne Victory     | 12    |
| 3    | Paul Ifill       | Wellington Phoenix    | 12    |
| 4    | Archie Thompson  | Melbourne Victory     | 10    |
| 5    | Robbie Fowler    | North Queensland Fury | 9     |
| 5    | John Aloisi      | Sydney FC             | 9     |